# Национальная служба разведки (Кения)
Национальная служба разведки (англ. National Intelligence Service, NIS) — спецслужба Кении, которая ведёт разведывательную и контрразведывательную деятельность. Создание её восходит к «Специальному отделу» национальной полиции Кении, созданного в 1926 году британскими колониальными властями, в частности для ведения разведки за действиями повстанцев во время восстания мау-мау .

## История

### XIX век
Первые прецеденты сбора разведывательной информации в Кении относятся ко временам британского колониального режима в XIX веке, когда представители народности камба в ходе противоборства колониальным властям совершали поездки по центральным и прибрежным районам страны под видом торговцев, собирая при этом информацию для племенных вождей. Колониальные власти, со своей стороны, сформировали собственную систему сбора разведывательной информации. С 1906 года данные разведки предоставлялись в аппарат комиссара протектората Восточная Африка.
В 1892 году была создана полиция Британской Восточной Африки, которая в течение 18 лет вела разведку. Во время Первой мировой войны её деятельность была сконцентрирована на сборе информации о деятельности противников Великобритании в соседних странах. Была сформирована агентурная сеть для сбора информации, а прибрежные торговцы занимались контрразведкой.

### Специальный отдел
В 1926 году в структуре полиции Кении было создано и укомплектовано Управление криминальных расследований, а в его рамках сформирован Специальный отдел (англ. Special Branch), ответственный за разведывательную деятельность.
В период после Второй мировой войны период и до провозглашения независимости Кении в 1963 году, деятельность Специального отдела включала не только разведку, но и сбор данных о преступности, а также о профсоюзными деятелями и сторонниках независимости страны, особенно участниках восстания мау-мау.

### Директорат безопасности и разведки
После провозглашения независимости Кении Специальный отдел был выведен из структуры национальной полиции в самостоятельное подразделение, и в 1969 году был утверждён его новый устав.
В 1986 году Специальный отдел был преобразован в Директорат безопасности и разведки (англ. Directorate of Security Intelligence, DSI).

### Национальная служба разведки
В 1998 году парламент Кении принял закон о создании Национальной службы разведки и безопасности (англ. National Security Intelligence Service, NSIS), которая должна была заменить Директорат безопасности и разведки, при формировании кадрового состава новой спецслужбы было уволено более 170 офицеров Директората. Генеральный директор NSIS является советником по национальной безопасности президента Кении. Первым генеральным директором NSIS был назначен бригадный генерал в отставке Уилсон Бойнетт, занимавший эту должность до 2006 года, когда его сменил генерал-майор Майкл Джичанджи.В январе 2011 М.Джичанджи был назначен на эту должность на второй пятилетний срок.
Штаб-квартира NSIS была переведена из офиса Специального отдела в Ньяти- хаус в новое здание на окраине Найроби, недалеко от Windsor Golf and Country Hotel. В апреле 1999 года правительство Кении назначило Памелу Мбойя руководителем комитета по разработке схемы прохождения службы для офицеров NSIS.
В настоящее время спецслужба носит название Национальная разведывательная служба (англ. National Intelligence Service, NIS).

## Цели и задачи
- Обнаружение и выявление любых потенциальных угроз для Кении
- Консультирование президента и правительства по вопросам безопасности страны
- Обеспечение мероприятий по защите политических, военных или экономических интересов Кении
- Проверка персонала для занятия определенного круга должностей.

## Организационная структура
NIS состоит из семи подразделений:
1. Административный отдел
2. Отдел информационные технологий
3. Отдел внутренняя разведки
4. Отдел внешней разведки
5. Аналитический отдел
6. Оперативный отдел
7. Национальная академия разведки.